# Lijst van Tibetaanse namen
Lijst van Tibetaanse namen.

## C
| Naam      | Variaties                  | Wylie         | Betekenis                                     |
| --------- | -------------------------- | ------------- | --------------------------------------------- |
| Chakyung  | -                          | bya khyung    | Sanskriet: Garoeda                            |
| Changchub | Jangchub                   | byang chub    | ontwaken; Sanskriet: bodhi (verlichting)      |
| Chegu     | -                          | che rgu       |                                               |
| Chenmo    | -                          | chen mo       | groot, reusachtig, enorm (vrouwelijk)         |
| Chenpo    | -                          | chen po       | groot, reusachtig, enorm (mannelijk)          |
| Chödrag   | Chödrak, Choedrak, Chodrak | chos grags    | roem van de dharma; Sanskriet: dharmakirti    |
| Chödrub   | Chodrup                    | chos grub     |                                               |
| Chödrön   | Chodron                    | chos sgron    | licht/leraar van de dharma                    |
| Chögyal   | Chogyal                    | chos rgyal    | dharmakoning, boeddhistische vorst            |
| Chogden   | Chokden                    | mchog ldan    |                                               |
| Chogyang  | -                          | mchog dbyangs |                                               |
| Chöje     | Chödje, Chodje             | chos rje      |                                               |
| Chökyi    | Chokyi                     | chos kyi      | behorend tot dharma                           |
| Chökyong  | Chögyong                   | chos skyong   | beschermer van de leer; Sanskriet: dharmapala |
| Chöpel    | Chöphel, Chopel, Chophel   | chos 'phel    | Verbreiding van de dharma                     |
| Chöpag    | Chöpak, Choepak, Chopak    | chos 'phags   | dharma; Dharmogata                            |
| Chöying   | Choying                    | chos dbyings  | Sanskriet: dharmadhatu                        |

## D
| Naam     | Variaties                                                      | Wylie       | Betekenis                                                                |
| -------- | -------------------------------------------------------------- | ----------- | ------------------------------------------------------------------------ |
| Dagchen  | -                                                              | bdag chen   |                                                                          |
| Dampa    | -                                                              | dam pa      | waar, authentiek, heilig                                                 |
| Dargye   | -                                                              | dar rgyas   | vordering, ontwikkeling, succes, groei                                   |
| Dawa     | -                                                              | zla ba      | maan, hemelschijf                                                        |
| Deleg    | Delek                                                          | bde legs    | goed, geluk, goedhartigheid                                              |
| Deshin   | -                                                              | de bzhin    |                                                                          |
| Dokhar   | Dokar                                                          | mdo mkhar   |                                                                          |
| Dölma    | Dolma, Drölma, Drolma                                          | sgrol ma    | redster (vrouwelijk)                                                     |
| Dönden   | Donden                                                         | don ldan    |                                                                          |
| Döndrub  | Döndrup, Dhöndrup, Dondrup, Dhondrup, Dondup, Dhundup, Thondup | don 'grub   | betekenisvolle uitweiding, weldadig, succesvol                           |
| Dönyö    | Dönyo, Doenyo, Donyo                                           | don yod     | betekenisvol, waardevol                                                  |
| Dorje    | Dorje, Dorjee, Dorji, Dordsche                                 | rdo rje     | onverstoorbaar, onveranderlijk (symbool van Vajrayana); Sanskriet: vajra |
| Dragpa   | Drakpa                                                         | grags pa    | bekend, gereputeerd                                                      |
| Drime    | -                                                              | dri med     | rein, helder, onberispelijk                                              |
| Drongtse | Drongtshe                                                      | 'brong rtse |                                                                          |
| Drönma   | Dronma                                                         | sgron ma    | licht, lamp (eretitel; vrouwelijk)                                       |
| Drubpa   | Grubpa                                                         | grub pa     | voltooid, af; Sanskriet: ook Siddha                                      |
| Düdül    | Dudul                                                          | bdud 'dul   |                                                                          |
| Düjom    | Dudjom                                                         | bdud 'joms  | bedwinger van Mara                                                       |
| Düsum    | Dusum                                                          | dus gsum    |                                                                          |
| Dzamling | -                                                              | 'dzam gling |                                                                          |

## G-K
| Naam     | Variaties                           | Wylie        | Betekenis                                                 |
| -------- | ----------------------------------- | ------------ | --------------------------------------------------------- |
| Gawa     | -                                   | dga' ba      | vreugdevol, gelukkig                                      |
| Gendün   | Gendün, Gedun, Gendun, Gedhun       | dge 'dun     | gemeenschap; Sanskriet: sangha                            |
| Geleg    | Gelek                               | dge legs     | rechtschapen, goed                                        |
| Gelong   | -                                   | dge slong    | monnik; Sanskriet: bhikkhu                                |
| Gelongma | -                                   | dge slong ma | non; Sanskriet: bhikkhuni                                 |
| Geshe    | -                                   | dge shes     | spirituele vriend (titel: geshe)                          |
| Gewey    | Gewe, Geway                         | dge ba'i     |                                                           |
| Gocha    | -                                   | go cha       | wapenuitrusting                                           |
| Gönpo    | Gonpo                               | mgon po      | beschermer, heerser, leider; Sanskriet: ook mahakala      |
| Gyagar   | -                                   | rgya gar     |                                                           |
| Gyalpo   | Gyelpo                              | rgyal po     | koning, vorst; Sanskriet: raja                            |
| Gyaltsab | Gyaltsap, Gyaltshab, Gyaltshap      | rgyal tshab  | regent in Tibet                                           |
| Gyaltsen | Gyaltshen, Gyeltsen                 | rgyal mtshan | zegevaandel (figuurlijk)                                  |
| Gyalwa   | -                                   | rgyal ba     | winnaar (gelijkend aan boeddha)                           |
| Gyalwang | -                                   | rgyal dbang  | koning van de zegerijke (Jina, ofwel Gautama Boeddha)     |
| Gyatso   | Gyatsho, Gyamtso, Gyamtsho          | rgya mtsho   | oceaan (figuurlijk); Mongools: dalai                      |
| Gyurme   | Jurme                               | gyur med     | onveranderlijk                                            |
| Jamgön   | Jamgon                              | 'jam mgon    | vriendelijke beschermer                                   |
| Jampa    | Jamba, Champa                       | byams pa     | vriendelijk, liefhebbend; Sanskriet: Maitreya             |
| Jampäl   | Jampal, Jampel, Jamphel             | 'jam dpal    | Sanskriet: Manjushri                                      |
| Jamyang  | Jamjang                             | 'jam dbyangs | vriendelijke stem; Sanskriet: Manjugosha                  |
| Je       | Jey, Dje, Dsche                     | rje          | de bijzondere (eretitel)                                  |
| Jetsün   | Jebtsun, Jetsun, Djetsün, Dschetsün | rje btsun    | de kostbare meester                                       |
| Jetsünma | Jetsunma, Djetsünma, Dschetsünma    | rje btsun ma | de kostbare meesteres                                     |
| Jigme    | Jikme                               | 'jigs med    | onbevreesd, moedig                                        |
| Jinpa    | Jimpa                               | sbyin pa     | gulgevend; Sanskriet: dana                                |
| Jungne   | Jungney, Chungna                    | 'byung gnas  | oorsprong, bron, geboorteplaats                           |
| Karpo    | -                                   | dkar po      | wit, positief, rein                                       |
| Kälsang  | Kelsang, Kelzang, Kalsang, Kalzang  | bskal bzang  | gelukkig tijdperk                                         |
| Khanchög | Khachog, Khachö                     | mkha' spyod  |                                                           |
| Khandro  | Khadro                              | mkha' 'gro   | hemelsdanseres (vrouwenlijk); Sanskriet: Dakini           |
| Khädrub  | Khedrup, Khedrub, Khendrup          | mkhas grub   | gerealiseerde meester                                     |
| Khenpo   | Khempo                              | mkhan po     | khenpo: boeddhistisch geleerde, abt                       |
| Khensur  | Khenzur                             | mkhan zur    | voormalige abt                                            |
| Khyenpa  | -                                   | mkhyen pa    |                                                           |
| Khyentse | -                                   | mkhyen brtse | wijsheid, sympathie                                       |
| Könchog  | Konchog, Konchok, Khonchok          | dkon mchog   | hoogste principe, ongewoon en diepgaand, Sanskriet: Ratna |
| Künga    | Kunga                               | kun dga'     | geluk, allemansvriend; Sanskriet: Ananda                  |
| Künkyab  | Kunkyab                             | kun khyab    |                                                           |
| Künsang  | Künzang, Kunsang, Kunzang           | kun bzang    | alles goed; Sanskriet: Samantabhadra                      |
| Künzig   | Künzik                              | kun gzigs    |                                                           |
| Khakyab  | -                                   | mkha' khyab  |                                                           |
| Kyabje   | -                                   | skyabs rje   | toevluchtslama, wortellama (eretitel)                     |

## L-O
| Naam                  | Variaties                 | Wylie        | Betekenis                                                    |
| --------------------- | ------------------------- | ------------ | ------------------------------------------------------------ |
| Lama                  | -                         | bla ma       | spirituele leraar; Sanskriet: goeroe                         |
| Legpa                 | Lekpa                     | legs pa      | lovenswaardig, nuttig, gezond                                |
| Lhading               | -                         | lha sdings   |                                                              |
| Lhamo                 | -                         | lha mo       | godin, prinses (figuurlijk: meisjesnaam); Sanskriet: Devi    |
| Lharje                | Lharje                    | lha rje      | arts, genezer (Tibetaanse geneeskunde)                       |
| Lhündrub              | Lhundrup, Lhundup         | lhun grub    | spontane aanwezigheid                                        |
| Lingpa                | -                         | gling pa     | naam van een tertön (schatvinder)                            |
| Lingtsang             | Lingtshang                | gling tshang |                                                              |
| Lobsang               | Lozang, Losang, Lobzang   | blo bzang    | van edele overtuiging, geschoold                             |
| Loden                 | -                         | blo ldan     | intelligent, wijs                                            |
| Lodrö                 | Lödrö, Lodro              | blo gros     | intelligent, zinvol                                          |
| Lopön                 | Lopon                     | slob dpon    | meester; Sanskriet: Acharya                                  |
| Lotsawa               | Lotsaba                   | lo tsa ba    | vertaler                                                     |
| Lungrig               | -                         | lung rig     |                                                              |
| Lungtog               | Lungtok                   | lung rtogs   | leren en realisatie                                          |
| Mawa (1) en Mawey (2) | 1. Mawa / 2. Mawe(y)      | smra ba('i)  | spreken, verklaren, filosoferen                              |
| Migmar                | -                         | mig dmar     |                                                              |
| Migyur                | Mingyur                   | mi 'gyur     | onveranderlijk, constant                                     |
| Mikyö                 | -                         | mi bskyod    |                                                              |
| Mipam                 | Mipham                    | mi pham      | onoverwinnelijk (zoals Maitreya); Sanskriet: Ajita (Arahant) |
| Namdröl               | Namdrol                   | rnam grol    | bevrijding; Sanskriet: ook Nirvana                           |
| Namgyal               | Namgyel                   | rnam rgyal   | zegerijk                                                     |
| Namkha                | Namkhai                   | nam mkha'    | ruim, openheid; zoals de hemel                               |
| Nangwa                | -                         | snang ba     | verschijning, manifestatie, bewijs                           |
| Ngabo                 | Ngapoi                    | nga phod     |                                                              |
| Ngawang               | -                         | ngag dbang   | heer van de taal (Manjushri)                                 |
| Ngödrub               | Ngodrub, Ngodup           | dngos grub   |                                                              |
| Norbu                 | -                         | nor bu       | kostbaar juweel (mannelijk)                                  |
| Nüden                 | Nudan                     | nus ldan     | krachtig, effectief, invloedrijk                             |
| Nyima                 | Nima                      | nyi ma       | zon                                                          |
| Nyingpo               | -                         | snying po    | hart, essentie                                               |
| Nyinje                | Nyinje, Nyinche, Nyingche | nyin byed    | zon (die het daglicht brengt, saffraangeel                   |
| Orgyen                | Urgyen, Ugyen, Ogyen      | o rgyan      | Oddiyana/Uddiyana (geboorteplaats van Padmasambhava)         |
| Öser                  | Özer, Oser, Ozer          | od zer       | lichtstraal                                                  |

## P-S
| Naam     | Variaties                            | Wylie       | Betekenis                                             |
| -------- | ------------------------------------ | ----------- | ----------------------------------------------------- |
| Pagsam   | Paksam                               | dpag bsam   | overdenkenswaardig, aandachtswaardig, wensvervullend  |
| Phagmo   | Phakmo                               | phag mo     |                                                       |
| Pakshi   | -                                    | pak shi     |                                                       |
| Päl      | Pal, Pel                             | dpal        | Sanskriet: Sri (eretitel)                             |
| Pälbar   | Palbar                               | dpal 'bar   | vonk van perfectie, fakkel                            |
| Pälchen  | Palchen                              | dpal chen   |                                                       |
| Pälden   | Palden, Pelden                       | dpal ldan   | verheven                                              |
| Päldrön  | Päldron, Paldron                     | dpal sgron  | roemrijk licht                                        |
| Päljor   | Paljor, Peljor                       | dpal 'byor  | welgesteld, roemrijk                                  |
| Pälmo    | -                                    | dpal mo     | hoogst roemrijk (vrouwelijk)                          |
| Pälsang  | Palsang, Pelsang, Palzang            | dpal bzang  | roemrijk, voortreffelijk                              |
| Pänchen  | Panchen, Penchen                     | pan chen    | Sanskriet: Mahapandita                                |
| Pasang   | -                                    | pa sangs    | Vrijdag                                               |
| Pema     | Padma                                | pad ma      | Lotusbloem (figuurlijk)                               |
| Püljung  | -                                    | phul 'byung |                                                       |
| Pünkhang | Phunkhang                            | phun khang  |                                                       |
| Püntsog  | Puntsog, Phuntsog, Phuntsok, Puntsok | phun tshogs | uitmuntend, vol van voortreffelijkheid                |
| Rabjam   | -                                    | rab 'byams  | diepgaand, reusachtig, onmetelijk                     |
| Rabten   | Rabtan, Rapten                       | rab brtan   | onvermoeid, betrouwbaar, standvastig (zoals Airavata) |
| Rangjung | -                                    | rang byung  | uit zichzelf ontstaan                                 |
| Repa     | -                                    | ras pa      | katoenen shirt (geen kleding nodig; beheerst Tummo)   |
| Rigpey   | Rigpe                                | rig pa'i    | zie: Rigpa                                            |
| Rigzin   | Rigdzin                              | rig 'dzin   | wetenschapper; Sanskriet: Vidyadhara                  |
| Rinchen  | Rintschen                            | rin chen    | waardevol                                             |
| Rinpoche | Rimpochee                            | rin po che  | de waardevolle, juweel                                |
| Rolpey   | Rolpe                                | rol pa'i    |                                                       |
| Sampo    | -                                    | bsam pho    |                                                       |
| Samten   | -                                    | bsam gtan   | Sanskriet: Dhyana-meditatie                           |
| Sangpo   | Zangpo                               | bzang po    | waardevol, positief                                   |
| Sanggye  | Sangye, Sangyé, Sanggye              | sangs rgyas | Boeddha                                               |
| Sarjung  | -                                    | gsar byung  |                                                       |
| Sarma    | -                                    | gsar ma     |                                                       |
| Sengge   | Senge, Senghe, Sengge                | seng ge     | leeuw; Sanskriet: Singha, Simha                       |
| Shegpa   | Shekpa                               | gshegs pa   |                                                       |
| Shenpen  | -                                    | gzhan phan  | mensvriendelijkheid, altruïsme                        |
| Shenyen  | -                                    | bshes gnyen | spirituele vriend, leraar                             |
| Sherab   | -                                    | shes rab    | weten, wijsheid; Sanskriet: Prajna                    |
| Shönnu   | Shonnu                               | gzhon nu    | jeugdig                                               |
| Sönam    | Sonam                                | bsod nams   | verdienstelijk, deugdzaam                             |

## T-Z
| Naam                 | Variaties                         | Wylie                        | Betekenis                                                                       |
| -------------------- | --------------------------------- | ---------------------------- | ------------------------------------------------------------------------------- |
| Tarchin              | -                                 | mthar phyin                  | voleinding                                                                      |
| Tashi                | Trashi, Taschi                    | bkra shis                    | gelukkig, succesvol                                                             |
| Tawen                | -                                 | ta dben                      |                                                                                 |
| Tendar               | -                                 | bstan dar                    |                                                                                 |
| Tenpa                | -                                 | brtan pa                     | stabiel, solide                                                                 |
| Tenpey               | -                                 | bstan pa'i                   |                                                                                 |
| Tenzin               | Tendzin                           | bstan 'dzin                  | boeddhistische leraar                                                           |
| Tertön               | Terton                            | gter ston                    | tertön, schatvinder                                                             |
| Thangtong            | Thangthong                        | thang stong                  |                                                                                 |
| Thaye                | Tayee, Thaye                      | mtha' yas                    | grensloos, eindeloos                                                            |
| Thegchen             | -                                 | theg chen                    |                                                                                 |
| Thegchog             | Thekchok, Tekchok, Tegchog        | theg mchog                   | hoogste voertuig                                                                |
| Thongwa              | Thongwa                           | mthong ba                    |                                                                                 |
| Thubten              | Tubten, Thupten                   | thub bstan                   | leer van Shakyamuni (Gautama Boeddha)                                           |
| Thugse               | -                                 | thug sras                    |                                                                                 |
| Tobden               | -                                 | stobs ldan                   |                                                                                 |
| Tobgye               | -                                 | stobs rgyas                  |                                                                                 |
| Tönpa                | Tonpa                             | ston pa                      | leraar, instructeur                                                             |
| Trekang              | -                                 | bkras khang                  |                                                                                 |
| Trichen/Tripa/Trizin | -                                 | khri chen/khri pa/khri 'dzin | troonhouder; abt van een (groot) klooster                                       |
| Trimön               | -                                 | khri smon                    |                                                                                 |
| Trinley              | Trinlee, Trinley, Thinle, Thinley | phrin las                    | verlichtende activiteit                                                         |
| Tsangyang            | Tshangyang                        | tshangs dbyangs              | goddelijke stem (zoals Brahma)                                                  |
| Tsalpa               | Tshalpa                           | tshal pa                     |                                                                                 |
| Tsemo                | Tsemo                             | rtse mo                      | top, hoogtepunt                                                                 |
| Tsenpo               | -                                 | btsan po                     | heerser, autoriteit                                                             |
| Tsering              | Tsering, Tshering                 | tshe ring                    | lang leven                                                                      |
| Tseten               | Tsheten                           | tshe brtan                   |                                                                                 |
| Tsewang              | Tsewang, Tshewang                 | tshe dbang                   | met invloed op lang leven; Sanskriet: ook Abhisheka                             |
| Tsomo                | -                                 | gtso mo                      | meester, heerster, chef (vrouwelijk)                                            |
| Tsöndrü              | Tsondru                           | brtson 'grus                 | ijver, vlijt                                                                    |
| Tsültrim             | Tsultrim, Tshultrim               | tshul khrims                 | ethisch, verantwoordelijk; Sanskriet: Sila                                      |
| Tulku                | Trulku, Trülku                    | sprul sku                    | wedergeboren meester (tulku), uitstralend lichaam; Sanskriet: Nirmanakaya       |
| Wangchug             | Wangchuk, Wangchuck               | dbang phyug                  | machtige man, heerser                                                           |
| Wangdu               | -                                 | dbang sdud                   |                                                                                 |
| Wangdü               | -                                 | dbang 'dus                   |                                                                                 |
| Wangmo               | -                                 | dbang mo                     | machtige vrouw                                                                  |
| Wangpo               | -                                 | dbang po                     | zintuig, machtige man, vaardigheid, mogelijkheid; Sanskriet: ook Indra, Indriya |
| Wangyal              | -                                 | dbang rgyal                  |                                                                                 |
| Yeshe                | Yeshey, Yeshi                     | ye shes                      | tijdloze inzicht/besef; Sanskriet: Jnana                                        |
| Yongzin              | Yongdzin                          | yongs 'dzin                  | mentor, leraar                                                                  |
| Yönten               | Yonten, Yontan                    | yon tan                      | competent, bedreven, handig                                                     |
| Yutog                | Yuthog                            | g.yu thog                    |                                                                                 |